# Питер Бишоп
Питер Бишоп (англ. Peter Bishop) — персонаж телевизионного сериала «Грань», выходившего на американском телеканале Fox c 2008 по 2013 гг. Питер является главным персонажем на протяжении всех пяти сезонов, появляясь в первом эпизоде телесериала, когда агент ФБР Оливия Данэм разыскивает его в Багдаде, чтобы он принял на себя опеку над недееспособным отцом, заключенным в психиатрическую лечебницу. После событий «Пилота» Питер Бишоп продолжает оставаться законным опекуном своего отца и получает официальную должность гражданского консультанта Департамента национальной безопасности США, работая в подразделении «Грань» и расследуя вместе с агентом Данэм сверхъестественные события, находящихся за гранью реальности и понимания. Во время расследований Питер помогает отцу в лаборатории, применяет собственные навыки инженера и выезжает вместе с Оливией на места происшествий. Впоследствии между ним и Оливией завязываются романтические отношения.
Актёр Джошуа Джексон исполнял роль взрослого Питера. Роли Питера в детстве во втором сезоне сыграл Куинн Лорд («Питер», 2х16), в третьем — Чандлер Кентербери («Объект № 13», 3х15).

## История персонажа
Питер Бишоп родился в 1978 году в семье ученого (Альт-)Уолтера Бишопа и его супруги Элизабет (в параллельной вселенной). В семь лет (1985 год) Питер заболевает очень редким генетическим заболеванием, и его отец работает не покладая рук в поисках лекарства. Однако наблюдатель Сентябрь отвлек внимание Альт-Уолтера в момент его обнаружения, и отец не сумел понять, что его открытие было правильным. Это через «транс-реальностное окно» увидел двойник Альт-Уолтера, чей сын Питер уже умер от аналогичной болезни. Он создает устройство, позволяющее не только увидеть, но и пройти в другую реальность, уводит Питера и вылечивает его. Однако после этого он не смог вернуть мальчика обратно, поскольку тот слишком напоминал ему и его супруге о потерянном собственном сыне.
Питер, излечившийся от смертельной болезни, поначалу не принимает Уолтера и Элизабет, как своих родителей. Он постепенно забывает, что был болен, хотя его продолжают мучить ночные кошмары вплоть до девятнадцатилетнего возраста. В 1991 году его отца заключают в психиатрическую лечебницу, где Питер его ни разу не навещал. В 2000 году его мать покончила с собой, не вынеся груза вины перед сыном за то, что его забрали из настоящей семьи.
К 2008 году Питер успел вылететь из Массачусетского технологического университета, подделать свой диплом, опубликовать несколько научных работ, пока его обман не был разоблачен, заработать в США карточные долги и вытекающих из них недругов, провернуть несколько афер на грани мошенничества. Когда он находился в Багдаде, пытаясь заключить очередную сделку, к нему обратилась агент ФБР Оливия Данэм с просьбой посетить с ней его отца в психиатрической лечебнице (Уолтеру Бишопу были разрешены только визиты родственников). Питер поддался на её шантаж, не зная, что он ничем не подкреплен, и по этой же причине позднее выписал отца под свою опеку. Он не собирался задерживаться в Бостоне, где его мог разыскать некто Большой Эдди, кому Питер был должен денег, но загадочные события, которые расследовало подразделение «Грань», повлияли и на него — он решил остаться, пока не получит ответов на свои вопросы. Когда отец рассказывает ему о существовании параллельной вселенной, Питер не вспоминает, что он с ней связан. Передав руководителю подразделения «Грань» Филиппу Бройлзу устройство, с помощью которого агенты-«оборотни» из альтернативной вселенной могут менять внешность, Питер обеспечивает дальнейшее существование подразделения и вместе с Уолтером и Оливией продолжает бороться с паранормальными угрозами.
Постепенно Питер снова проникается чувствами к Уолтеру, которого раньше обвинял во всех бедах их семьи. Когда «оборотни» похищают Уолтера, он в ужасе от мысли, что может больше не увидеть отца. Уолтер решает рассказать Питеру, откуда он на самом деле родом, но не успевает это сделать. Питер догадывается обо всем сам, после того как выжил при попытке открытия коридора между вселенными. Он отчуждается от Уолтера, уезжает из Бостона. По дороге его перехватывают руководитель «оборотней», открывший коридор и приведший На Эту Сторону Альт-Уолтера. Питер уходит со своим отцом в другую вселенную, где встречается с настоящей матерью. Альт-Уолтер просит Питера о помощи в работе над устройством, которое, по его словам, должно «излечить» их вселенную. Ведь она разрушается с тех пор, как Уолтер прошёл в неё и украл мальчика. Питер изучает устройство и приходит к выводу, что, чем бы оно не являлось, он сам важный компонент этой машины. На Этой Стороне Уолтер и Оливия разрабатывают план по возвращению Питера, поскольку считают, что эта машина убьет его, о чём Альт-Уолтер ему не сообщает. Когда они переходят в параллельную вселенную, Оливия находит Питера, просит его вернуться ради неё и целует его.
Однако при переходе обратно Оливию подменяют на Лже-Оливию. Она и Питер начинают отношения, хотя Питер и подмечает нестыковки в её поведении. Откровение происходит, когда Питер получает ночной звонок от случайной свидетельницы короткого возвращения Оливии. Он вплетает в разговор с двойником фразу «na eínai kalýtero ánthropo apó ton patéra sou (tou)» (рус. будь лучше, чем твой отец) на греческом, которую настоящая Оливия точно знает, и таким образом разоблачает её. Оливия возвращается домой, но ещё долго не может простить Питера за то, что он не узнал в её двойнике подделку. Питер всеми силами пытается вернуть доверие любимой и в итоге ему это удается. Изучив свойства машины и обнаружив все недостающие детали, Питер и представители Massive Dynamic решают, что устройство надо активировать, пока Альт-Уолтер не уничтожил их вселенную. Питер пойти на это, хотя никто не знает, что с ним случится в этой машине.
На короткое время его разум переносится в будущее. Там он видит, что уничтожение параллельной вселенной привело к разрушению его мира тоже. Он — полевой агент подразделения «Грань», женат на Оливии, всеми силами пытается сохранить хрупкий баланс вселенной. Он жалеет о своем поступке. Когда Альт-Уолтер убивает Оливию, чтобы как можно больнее задеть Питера, он подавлен и топит свое горе в алкоголе. Уолтер предлагает решение: создать машину, которая покажет молодому Питеру будущее, и он сможет избежать его. Таким образом, Питер выясняет природу устройства и в настоящем времени использует её для объединения вселенных и создания моста между ними. После этого Питер исчезает из временной линии, воспоминания о нём стираются из памяти всех, знавших его после 1985 года.
Однако Питер, ставший временным парадоксом, появляется из ниоткуда с воспоминаниями и эмоциями из предыдущей временной линии. Он пытается заручиться помощью Уолтера или Альт-Уолтера в возвращении домой, а пока работает с командой «Грань», содействуя в расследованиях, исходя из своего предыдущего опыта. Он снова встречается со своей матерью, которая верит в то, что он может быть её сыном из гипотетической третьей вселенной и помогает обоим Уолтерам примириться с его существованием. Уолтер хочет видеть в Питере своего сына, а Оливия, под влиянием кортексифана, начинает подменять свои воспоминания воспоминаниями из прошлой временной линии. В итоге, когда Питер готов уйти, чтобы не мешать ей жить другой жизнью, она вспоминает его и заново влюбляется. Питер с помощью устройства, которое всё ещё реагирует только на него, закрывает мост между вселенными, когда действия Уильяма Белла и его пособников угрожают их существованию. В конце четвёртого сезона Оливия объявляет Питеру, что она беременна.
В 2015 году во время вторжения Наблюдателей Оливия и Питер теряют свою дочь Генриетту. Питер всецело поглощен поисками, жертвуя отношениями с Оливией. Уолтер разрабатывает план по предотвращению вторжения, для его осуществления вся команда «Грань» заморожена в янтаре. В 2036 году их находит и возвращает к жизни Генриетта Бишоп, участница сопротивления. Когда Генриетта погибает, Питер вне себя от горя и гнева убивает захваченного сопротивлением наблюдателя и вживляет себе его чип. На некоторое время он обретает способности наблюдателей, но Оливия убеждает его принять боль и не становитЬся таким же бесчувственным. Питер смиряется с тем, что, чтобы избежать вторжения, он должен отпустить Уолтера.
Когда план по перезапуску временной линии срабатывает, обратно в 2015 году Питер, Оливия и Генриетта возвращаются домой, где Питер вскрывает письмо от отца с листком, на котором нарисован белый тюльпан — символ искупления для Уолтера Бишопа.

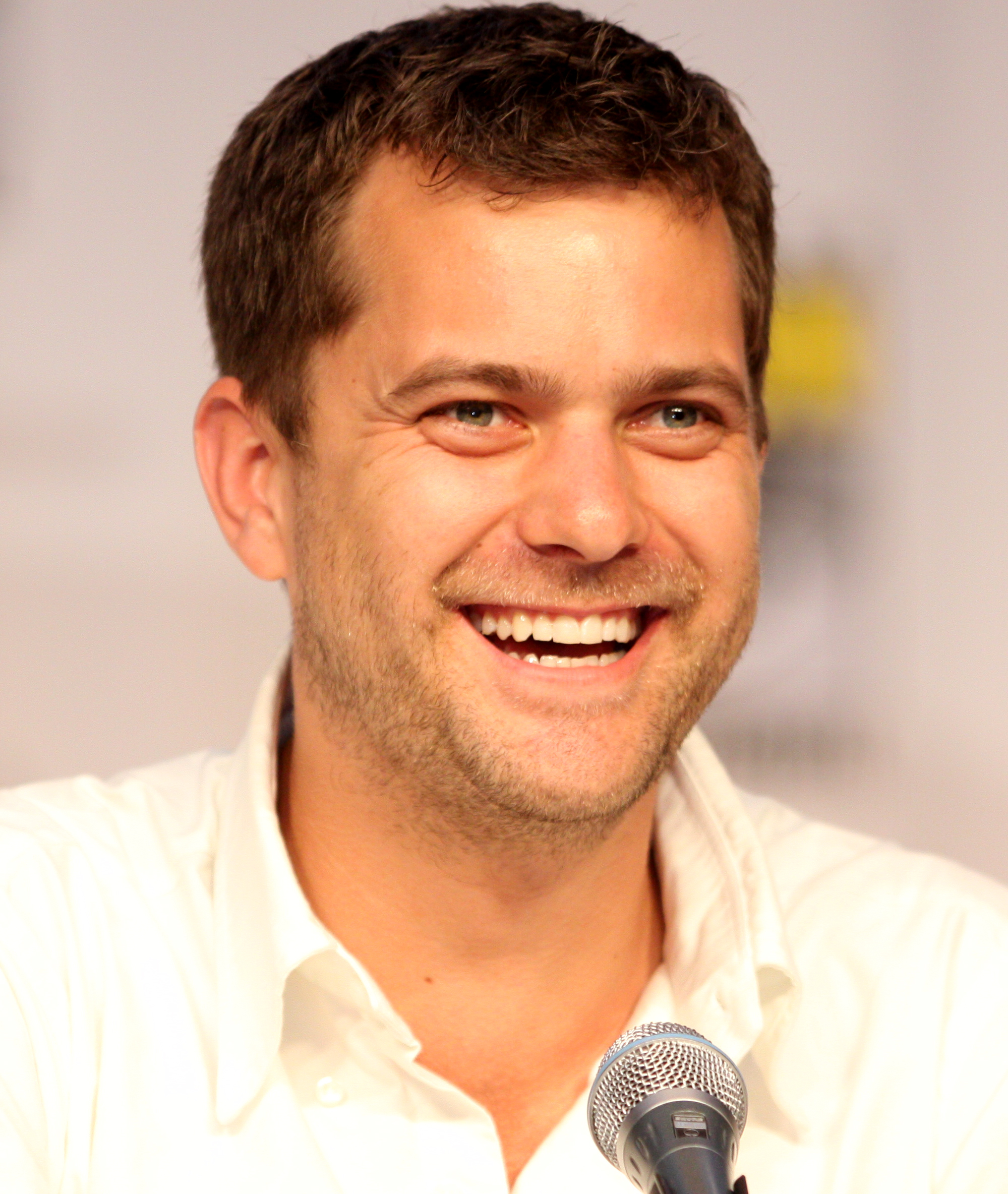
Канадский актёр Джошуа Джексон исполнил роль взрослого Питера Бишопа

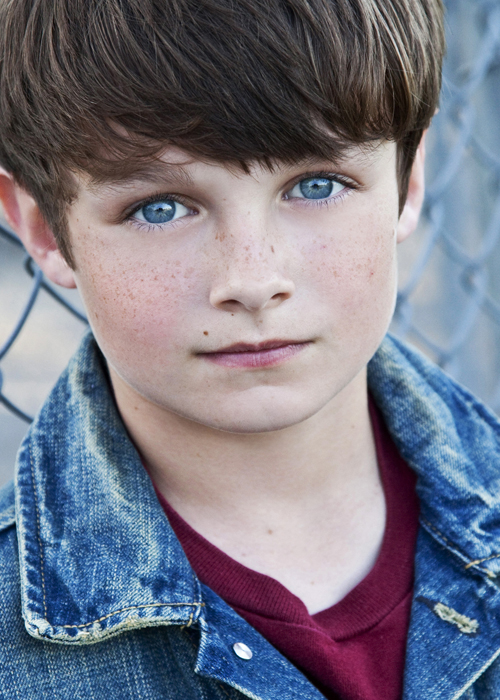
Чандлер Кэнтербери сыграл Питера в возрасте 8 лет

.

## Кастинг
Благодаря участию в заметных проектах, Джошуа Джексон был самым узнаваемым лицом среди исполнителей главных ролей. Он был одним из первых, кто проходил отбор на свою роль, но при этом стал последним из основного состава, кто был прикреплён к сериалу. Исполнительный продюсер Джефф Пинкнер отмечал, что, кого бы не смотрели после, обсуждение возвращалось к тому, что им нужен Джексон. Ещё на этапе кастинга ему удалось доказать, что он давно не Пэйси из «Бухты Доусона». Питер более тёмный персонаж, с гораздо большей душой, и Джексон убедил всех, что он может быть таким Питером. «Еще одна фантастическая черта Джошуа — это то, что он, как и его персонаж, невероятно умён. Таким образом он придает глубину и основательность всему, что он делает», — подчеркивал Пинкнер.

## Описание
Питер Бишоп — выдающийся человек, который обладает большой частью интеллекта своего отца. Но сложные семейные отношения заставляют его отвернуться от научной деятельности и искать себя в авантюрах. Он обладает IQ в 190 пунктов, что делает его «всего на 50 метров южнее, чем гением». Посещая МТИ, он приобрел инженерные навыки, которые успешно применяет в расследованиях при работе в подразделении «Грань». По его словам, может оживить любой механизм.
Питер являет собой смесь сарказма и скепсиса, подкрепленную весьма традиционными понятиями о чести и долге. Говорит на фарси, арабском, китайском, испанском, немного на русском. Искусно играет на фортепиано. Весьма хорош в покере, что не помешало ему проиграть большую сумму денег. Уверенно обращается с оружием. Аллергик. Левша.

### Отношения с Уолтером
В начале сериала Питер не в восторге от того, что ему нужно нянчиться с неадекватным отцом. Он часто резок с ним и накорню обрубает его теории, за что Уолтер называет его «узколобым». При этом Оливия отмечает, что Питер единственный, кто «говорит по-Уолтериански». Случаи, когда Питер называет Уолтера «папой», редки, он предпочитает обращение по имени, что ещё больше подчеркивает его отчужденность. Питер винит Уолтера в самоубийстве матери, изначально считая, что она не выдержала испытаний, постигших их семью после заключения Уолтера в психиатрическую лечебницу. Однако Питер заботится о благополучии отца, переживает за его эмоциональное и физическое состояние и, в конце концов, снова учится любить и уважать его.
После раскрытия правды о своем происхождении Питер снова отчуждается от Уолтера и долго не может его простить, хотя и говорит, что «раз он дважды перешел в другую вселенную, чтобы спасти его, это чего-то стоит». После стирания из временной линии уже Питер всеми силами пытается вернуть любовь отца, а тот, в свою очередь, не подпускает к себе его, боясь привыкнуть. Когда Питер понимает, что Уолтер пожертвует собой ради будущего без Наблюдателей, он позволяет отцу сделать этот выбор, как бы для него не было тяжело отпускать его.